# Кумертауський міський округ
Кумерта́уський міський округ (рос. Кумертауский городской округ) — адміністративна одиниця Республіки Башкортостан Російської Федерації.
Адміністративний центр — місто Кумертау.
Станом на 2002 рік існували Кумертауська міська рада (місто Кумертау), якій підпорядковувались Маячнинська селищна рада (смт Маячний) та Підгірна сільська рада (село Іра, присілки Алексієвка, Стара Уралка).

## Населення
Населення району становить 63608 осіб (2019, 67078 у 2010, 69792 у 2002).

## Склад
До складу міського округу входять такі населені пункти:
| Населений пункт        | Населення, осіб (2002) | Населення, осіб (2010) |
| ---------------------- | ---------------------- | ---------------------- |
| Кумертау, місто        | 65003                  | 62851                  |
| Алексієвка, присілок   | 355                    | 336                    |
| Іра, село              | 651                    | 559                    |
| Маячний, село          | 3499                   | 3075                   |
| Стара Уралка, присілок | 284                    | 257                    |